# Parafia św. Teresy od Dzieciątka Jezus w Ruskim Brodzie
Parafia św. Teresy od Dzieciątka Jezus w Ruskim Brodzie – jedna z 10 parafii rzymskokatolickich dekanatu przysuskiego diecezji radomskiej.

## Historia
Wieś Ruski Bród wspominana jest przez Długosza jako należąca do parafii Borkowice. Parafia zainicjowana została przez ks. Jana Wiśniewskiego, proboszcza Borkowic. Stefan Dembiński hrabia z Borkowic ofiarował plac i materiał na budowę, którą prowadzono od 1926 staraniem ks. Jana Wiśniewskiego, przy ofiarnej pracy miejscowej ludności. 29 czerwca 1926 odbyło się pierwsze nabożeństwo i „prywatne poświęcenie" kościoła. Parafia pw. św. Teresy od Dzieciątka Jezus została erygowana 10 sierpnia 1926 przez bp. Mariana Ryxa. Pierwotny kościół był drewniany. Obecny zaś został zbudowany w latach 1928–1930 staraniem ks. Jana Chołońskiego. Konsekrował go w 1930 bp Paweł Kubicki.

## Proboszczowie
- 1941–1945 – ks. Karol Sarnecki
- 1945–1956 – ks. Jan Wroniszewski
- 1956–1957 – ks. Tadeusz Podkowa
- 1957–1963 – ks. Antoni Kociński
- 1963–1969 – ks. Jan Kuczkiewicz
- 1969–1975 – ks. Stanisław Groszek
- 1975–1982 – ks. Jan Szymański
- 1982–1986 – ks. Zygmunt Jezierski
- 1986–1989 – ks. Adam Cibor
- 1989–2004 – ks. kan. Stefan Szczygieł
- 2004–2009 – ks. Leszek Mach
- 2009–2014 – ks. Andrzej Kuleta
- 2014–2017 – ks. Witold Witasek[1]
- 2017–2019 – ks. Andrzej Kania[2]
- 2019–2022 – ks. Dariusz Krok[3][4]
- ks. Wojciech Marchewka (od 2022)[5]

## Terytorium
Do parafii należą wierni z miejscowości: Długa Brzezina, Głęboka Droga, Hucisko, Kuźnica, Kolonia Szczerbacka, Ruski Bród.